# Nantucket
Nantucket (IPA: [ˌnænˈtʌkɪt]) Cape Codtól körülbelül 80 km-re délre fekvő sziget az Atlanti-óceánban, az Amerikai Egyesült Államok Massachusetts államában. Komppal is elérhető. A 2010-es népszámláláskor a lakosság 10 172 fő volt. A nantucketi Surfside régió Massachusetts legdélebbi települése.
A Nantucket név a sziget hasonló algonkin nyelvű nevéből ered, talán „távoli földet vagy szigetet” jelentett.
Nantucket turistacélpont. A turisták és a szezonális lakosok miatt a sziget lakossága a nyári hónapokban legalább 50 000-re nő. 2008-ban a Forbes magazin Nantucketet is említette, mivel az Egyesült Államok egyik legmagasabb négyzetméterára jellemzi.
A szigetcsoport egyik nevezetessége a Brant Point-i világítótorony.

## Fordítás
- Ez a szócikk részben vagy egészben  a   Nantucket című angol Wikipédia-szócikk ezen változatának fordításán alapul.  Az eredeti cikk szerkesztőit annak laptörténete sorolja fel. Ez a jelzés csupán a megfogalmazás eredetét és a szerzői jogokat jelzi, nem szolgál a cikkben szereplő információk forrásmegjelöléseként.